# Міщенко Надія Сергіївна
Надія Сергіївна Міщенко (нар. 19 серпня 1971) — українська футболістка.

## Життєпис
Футбольну кар'єру розпочала в складі «Легенди». В 1992 році дебютувала в чемпіонаті України. Того сезону у футболці чернігівського клубу відіграла 17 матчів та відзначилася 14-а голами. По завершенні сезону залишила склад команди. У 1995 році повернулася до «Легенди», у футболці якої зіграла 12 матчів. Напередодні старту наступного сезону перейшла до «Варни», у команді відіграла наступні чотири сезони. У чемпіонаті України провела 42 матчі та відзначилася 7-а голами. По завершенні сезону 1999 року залишила команду. В 2002 році повернулася до клубу. У складі команди зіграла 9 матчів та відзначилася 1 голом.

## Досягнення
«Легенда»
- Вища ліга чемпіонату України
  -  Бронзовий призер (1): 1992

«ЦПОР-Донеччанка»
- Вища ліга чемпіонату України
  -  Чемпіон (3): 1996, 1998, 1999
  -  Бронзовий призер (2): 1997, 2002

- Кубок України
  -  Володар (3): 1996, 1998, 1999
  -  Фіналіст (1): 1997